# 달리는 라디오 (광주주말)
김재석의 주말 달리는 라디오는 TBN 광주교통방송(광주, 목포, 해남, 진도 FM 97.3MHz, 여수, 순천, 광양 FM 103.5MHz)에서 주말 저녁 6시부터 7시 53분까지 방송되었던 광주 전남권 지역의 퇴근길 라디오 프로그램이다. 2022년 10월 23일 자로 25년만에 폐지되었다.

## 코너소개

### 매일코너
- 달리는 뉴스 : 퇴근길 하루의 소식을 듣습니다
- 달리는 신청곡 : 청취자님들의 신청곡을 선곡합니다
- 달리는 재즈언 : 기타리스트 박성언과 함께하는 시간

### 요일코너
- (토요일) 테스형 말고 광주형 : 가수 김광주 씨가 전하는 노래이야기
- (일요일) 경2로운 퀴즈 : 시인 한경숙과 멜로디언 문성경의 알쏭달쏭 퀴즈